# Colombicallia albofasciata
Colombicallia albofasciata är en skalbaggsart som beskrevs av Martins och Maria Helena M. Galileo 2006. Colombicallia albofasciata ingår i släktet Colombicallia och familjen långhorningar. Inga underarter finns listade i Catalogue of Life.